# Paradiso - Canto dodicesimo

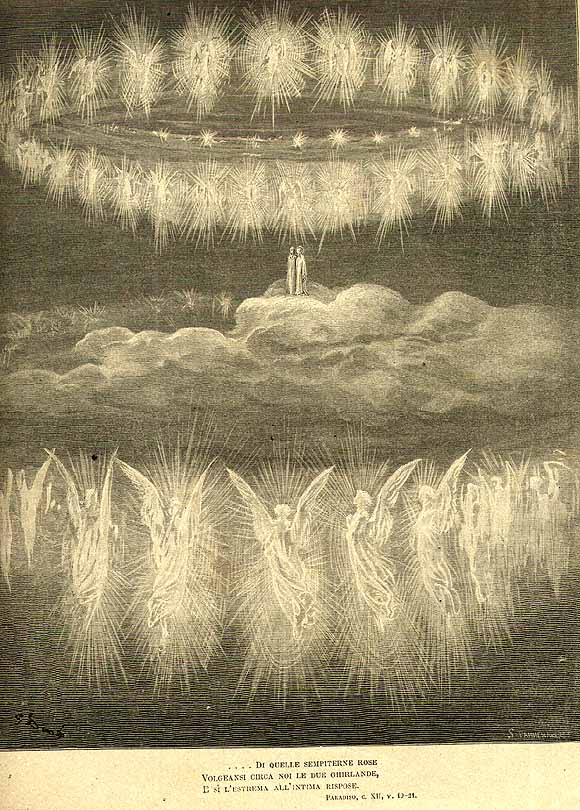
San Bonaventura, illustrazione di Gustave Doré

Il canto dodicesimo del Paradiso di Dante Alighieri si svolge nel cielo del Sole, ove risiedono gli spiriti sapienti; siamo alla sera del 13 aprile 1300 o, secondo altri commentatori, del 30 marzo 1300.
Questo canto è speculare al precedente, in quanto entrambi parlano di un ordine religioso lodandone le origini e lamentando la sua decadenza presente: qui è san Bonaventura da Bagnoregio, dell'ordine francescano, che descrive prima la vita di san Domenico di Guzman fondatore dell'ordine domenicano, poi la decadenza dell'ordine francescano: nel canto precedente è avvenuto l'opposto nelle parole di san Tommaso d'Aquino.

## Incipit
(Anonimo commentatore dantesco del XIV secolo)

## Temi e contenuti

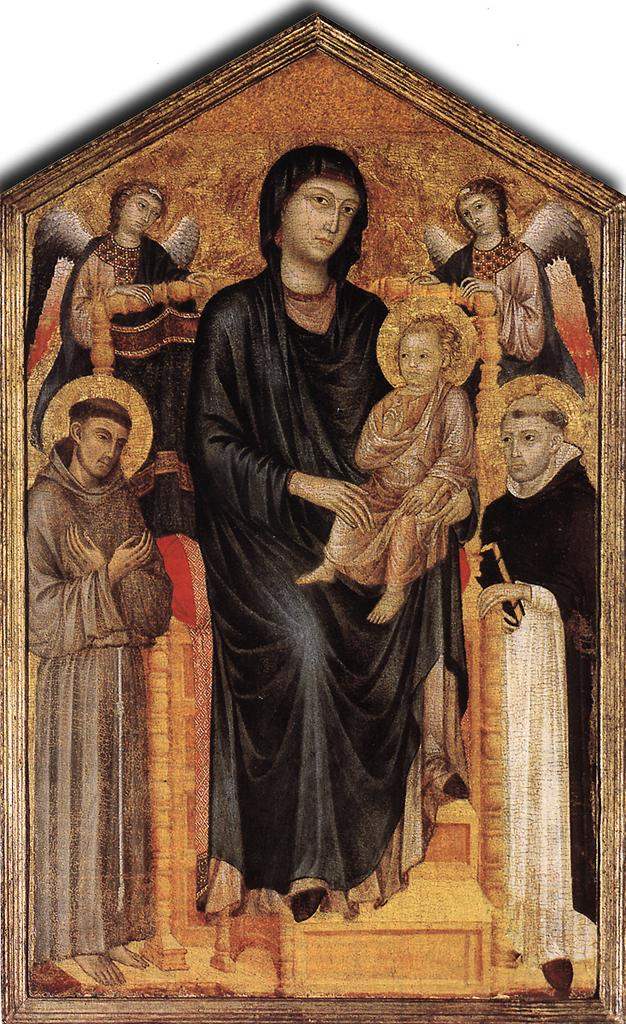
Cimabue, Madonna in trono con San Francesco e San Domenico, Firenze, Galleria degli Uffizi.

### La seconda corona degli spiriti sapienti - vv. 1-21
Non appena San Tommaso termina di parlare, la corona dei beati ricomincia a ruotare e nel frattempo appare un'altra corona di altri dodici beati, la quale gira intorno alla prima e canta all'unisono con essa, così come due arcobaleni concentrici, nei quali l'esterno nasce per riflessione dall'arco interno.

### Glorificazione di san Domenico - vv. 22-105
I lumi si fermano, tutto tace. Un'anima della seconda corona inizia a parlare: un francescano che, verso la fine del canto (v. 127), si presenterà come Bonaventura da Bagnoregio.
Il suo spirito di carità lo induce a lodare San Domenico, fondatore dell'ordine a cui apparteneva San Tommaso, il quale aveva prima lodato San Francesco.
San Bonaventura inizia a parlare di San Domenico, ricordando con un'elaborata perifrasi la nascita in Spagna e i primi prodigi che accompagnarono la vita di Domenico fin dal suo battesimo (indicato come sposalizio tra lui e la Fede). Egli ben presto tenne fede al suo nome (Domenico, ovvero "del Signore") e, dimostrando un intenso amore per Dio, si dedicò ad approfondire gli studi filosofici e teologici non per acquistare onori terreni ma per difendere la Chiesa ("la vigna") che intristisce se è trascurata dal "vignaio" (vv. 86-87), e per combattere le eresie che stavano minacciando l'unità della Chiesa. Combatté con forza gli "sterpi eretici" (v. 100) abbattendosi su di essi come un torrente impetuoso, dal quale derivarono numerosi "rivi", ovvero seguaci.

### Decadenza dei francescani - vv. 106-126
Dopo il solenne elogio di Domenico, Bonaventura, richiamando il concetto già espresso da Tommaso della comune funzione e del pari valore dei due ordini mendicanti, parla della degenerazione dei francescani: l'ordine è infestato da discordie che fanno dimenticare il fine per cui esso fu fondato, pochi sono ormai i frati rimasti fedeli alla regola, mentre tanti si discostano da essa o nel senso del lassismo (Matteo d'Acquasparta), oppure nel senso del rigorismo (Ubertino da Casale).

### Altri spiriti della seconda corona - vv. 127-145
Finito il suo discorso sui francescani, S. Bonaventura nomina i dodici spiriti della seconda corona. Tra questi, Gioacchino da Fiore e Pietro Ispano, nome secolare di papa Giovanni XXI, uno dei pochissimi pontefici che il poeta colloca nel Paradiso.

## Analisi

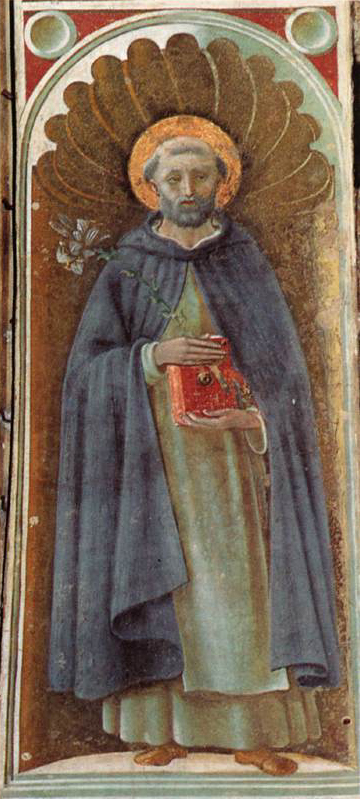
Ritratto di Domenico di Guzmán ad opera di Paolo Uccello

L'immagine della perfetta corrispondenza tra la prima e la seconda corona di spiriti sapienti, rafforzata dalla similitudine del doppio arcobaleno, può essere interpretata come emblema della struttura dei canti XI e XII, certo concepiti unitariamente secondo un disegno preciso in tutte le sue parti, come è stato notato dagli interpreti moderni, (ad esempio Erich Auerbach, Umberto Bosco, Raoul Manselli). I due canti mostrano un pieno parallelismo strutturale, essendo formati da preambolo, elogio del santo fondatore, invettiva contro la decadenza del proprio ordine, presentazione dei componenti della corona. Vi sono inoltre, nell'ambito delle due sezioni principali, ulteriori elementi di analogia.

L'elogio di Domenico, come quello di Francesco, è preceduto dall'affermazione che la nascita dei due santi è da ascriversi alla volontà provvidenziale di portare aiuto alla Chiesa (anche qui "sposa" di Cristo, v.43) in un periodo di debolezza e corruzione, per mezzo di "due campioni" (v. 44) che operarono rispettivamente col "fare" (l'azione caritativa di Francesco) e col "dire" (la predicazione di Domenico). Nel canto XI i due santi sono indicati con la parola "prìncipi" (v. 35).
Il racconto biografico si apre come nel canto XI con la perifrasi relativa al luogo di nascita. Qui si tratta di "Calaroga" (Caleruega), in Castiglia, non lontana da Guzmàn da cui san Domenico trae il cognome. L'amore di Domenico per la fede cristiana viene espresso con termini sponsali (vv. 61-62), meno sviluppati tuttavia rispetto alla complessa allegoria delle nozze tra Francesco e Povertà. Sono ripresi elementi di origine agiografica come i sogni premonitori della madre o le precoci manifestazioni di umiltà del bimbo ancora lattante. Il cammino del santo viene quindi presentato sinteticamente come un "combattere" contro il "mondo errante", in nome di quella buona dottrina dalla quale sono scaturiti i ventiquattro beati delle due corone. Non manca una forte critica al traviamento della Chiesa, che, a partire dal pontefice, trascura la tutela dei poveri; invece, Domenico chiese ad Innocenzo III e ad Onorio III non l'attribuzione a sé e al proprio ordine di privilegi ecclesiastici, bensì l'autorizzazione a combattere per difendere la fede. A questo impegno si dedicò con sapienza teologica e con volontà, e manifestò la sua forza soprattutto dove maggiori erano le resistenze degli eretici. Il riferimento è alla Linguadoca e alla crociata contro gli Albigesi.

Dal v. 108 si inizia l'invettiva contro la decadenza dei francescani, aperta, come nel canto precedente (v. 118), dalla rinnovata affermazione del pari valore tra i due santi, mediante la metafora di una biga (quindi un carro da guerra: ritorna l'area semantica del combattere) con due ruote di uguale grandezza. I francescani, che dapprima seguirono il loro fondatore, ora camminano all'indietro (v. 117), come si vedrà al momento del raccolto, quando ci sarà più ""loglio" che grano. Vi sono sì rare eccezioni, ma in maggioranza i francescani deviano rispetto alla regola, eccedendo ora in direzione del rigore (gli "Spirituali"), ora verso il lassismo (i "Conventuali").

Il discorso di Bonaventura, come già quello di Tommaso, si conclude con un elenco di beati; è significativo che l'ultimo citato, ossia il francescano Gioacchino da Fiore, autore di scritti profetici conosciuti da Dante. La sua posizione accanto a Bonaventura è, come quella di Sigieri di Brabante accanto a Tommaso, un segno di conciliazione: nella vita terrena, infatti, Bonaventura aveva combattuto il profetismo di Gioacchino.
Si perfeziona così un dittico nel quale Dante esprime il suo giudizio sulla Chiesa contemporanea e traccia idealmente il percorso che essa dovrà seguire per ritornare sulla retta via.

Nel canto si osserva un linguaggio elaborato, di registro alto; ad esso concorrono la "similitudine preziosa, internamente complicata di molteplici riferimenti dotti, svolta con nitida esattezza; l'interpretazione spirituale dei nomi (Felice, Giovanna, Domenico); le "immagini vigorose" e il "ritmo concitato" di una "gagliarda epopea".